# Bückeburg
Bückeburg (pronunciación en alemán: /ˈbʏkəˌbʊʁk/ⓘ) es una pequeña ciudad en la Baja Sajonia, Alemania. Fue una vez la capital del pequeño Principado de Schaumburg-Lippe y hoy se encuentra en el distrito de Schaumburg en las faldas septentrionales de las montañas Weserbergland.

## Atracciones turísticas

### Palacio

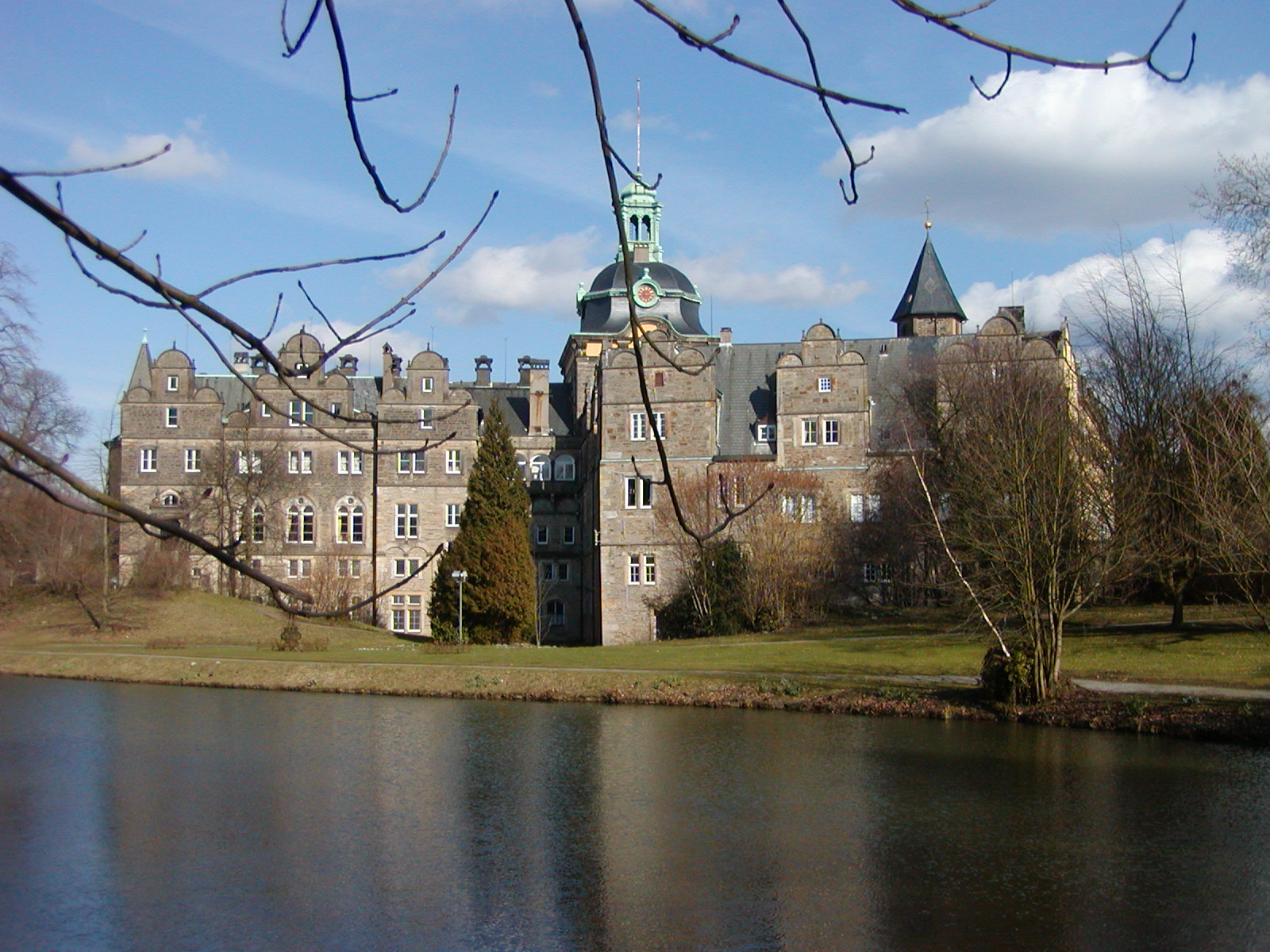
El Palacio de Bückeburg

El Schloss Bückeburg era la residencia de los príncipes de Schaumburg-Lippe. Hoy, la familia del príncipe, que perdió poder político en 1918, aún vive allí. El palacio, que está abierto al público, es un gran atractivo turístico y abriga importantes obras de arte. Aunque la historia del palacio abarca 700 años, las contribuciones más importantes a su construcción y ornato se realizaron durante los siglos XVI, XVII y XIX.

### Mausoleo
El Mausoleo del Príncipe en el parque del palacio está abierto al público. Fue construido en 1915 en estilo neorrománico, asemejándose al Panteón Romano, y es el sepulcro privado en uso más grande del mundo. La cúpula está adornada con un gigantesco mosaico de oro, el segundo más grande de este tipo, ya que el primero es el que se encuentra en la Iglesia de Santa Sofía.

### Otras atracciones
Bückeburg también alberga al Museo del Helicóptero, que muestra los primeros bocetos de los objetos voladores diseñados por Leonardo Da Vinci, así como 40 helicópteros contemporáneos. La escuela de aviación del Ejército Alemán se encuentra también en la ciudad.

## Galerìa

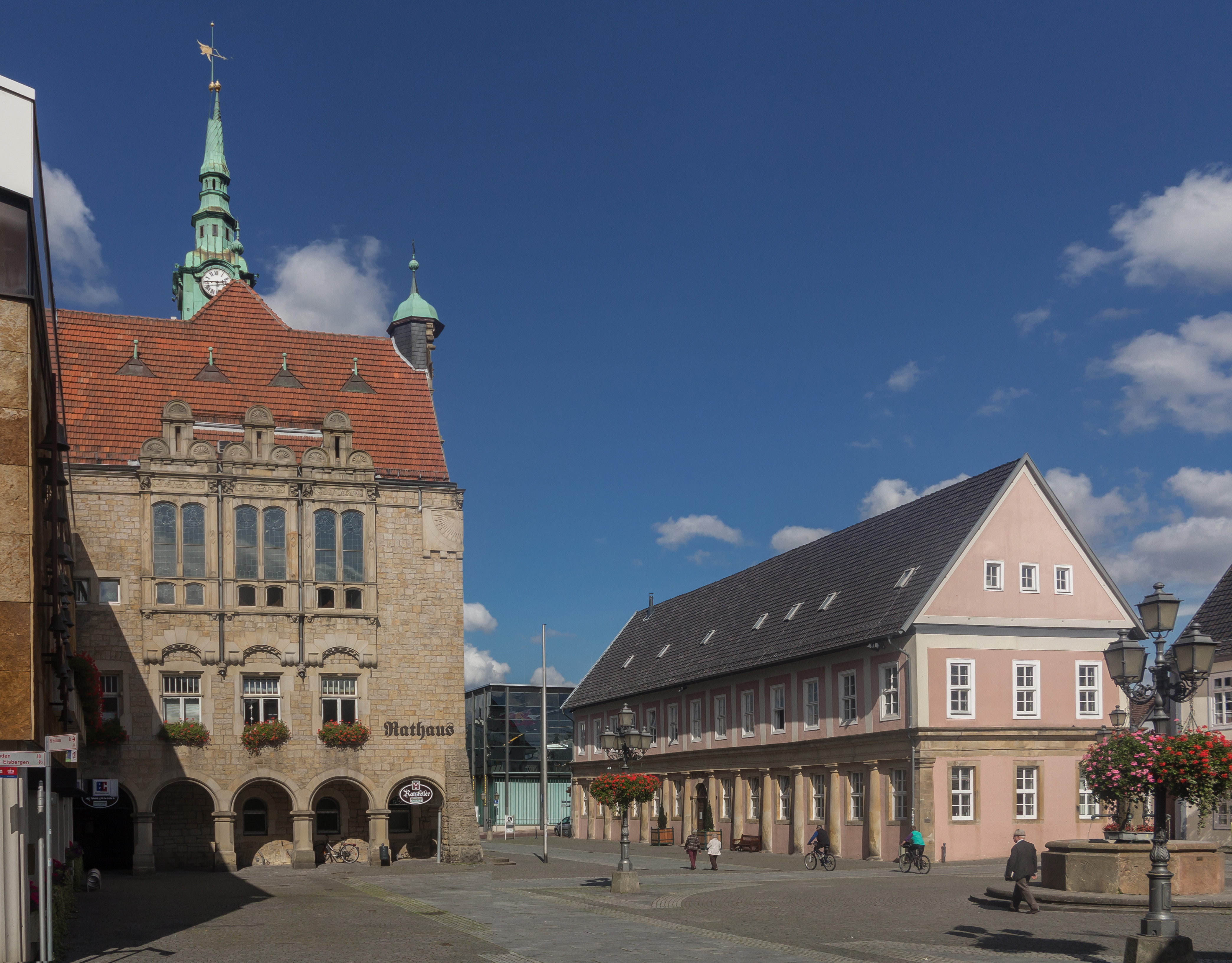
El ayuntamiento
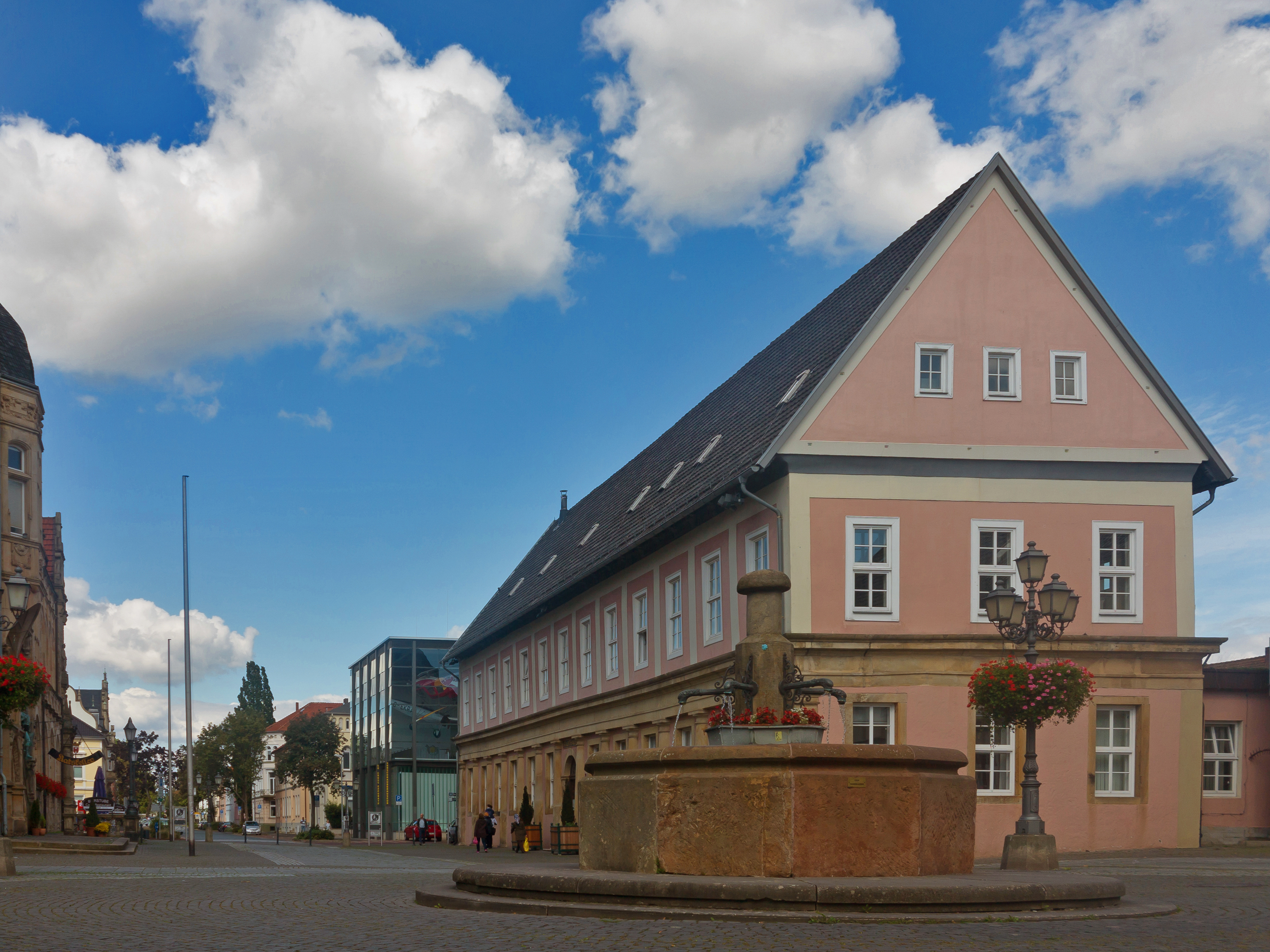
El edificio monumental al Marktplatz
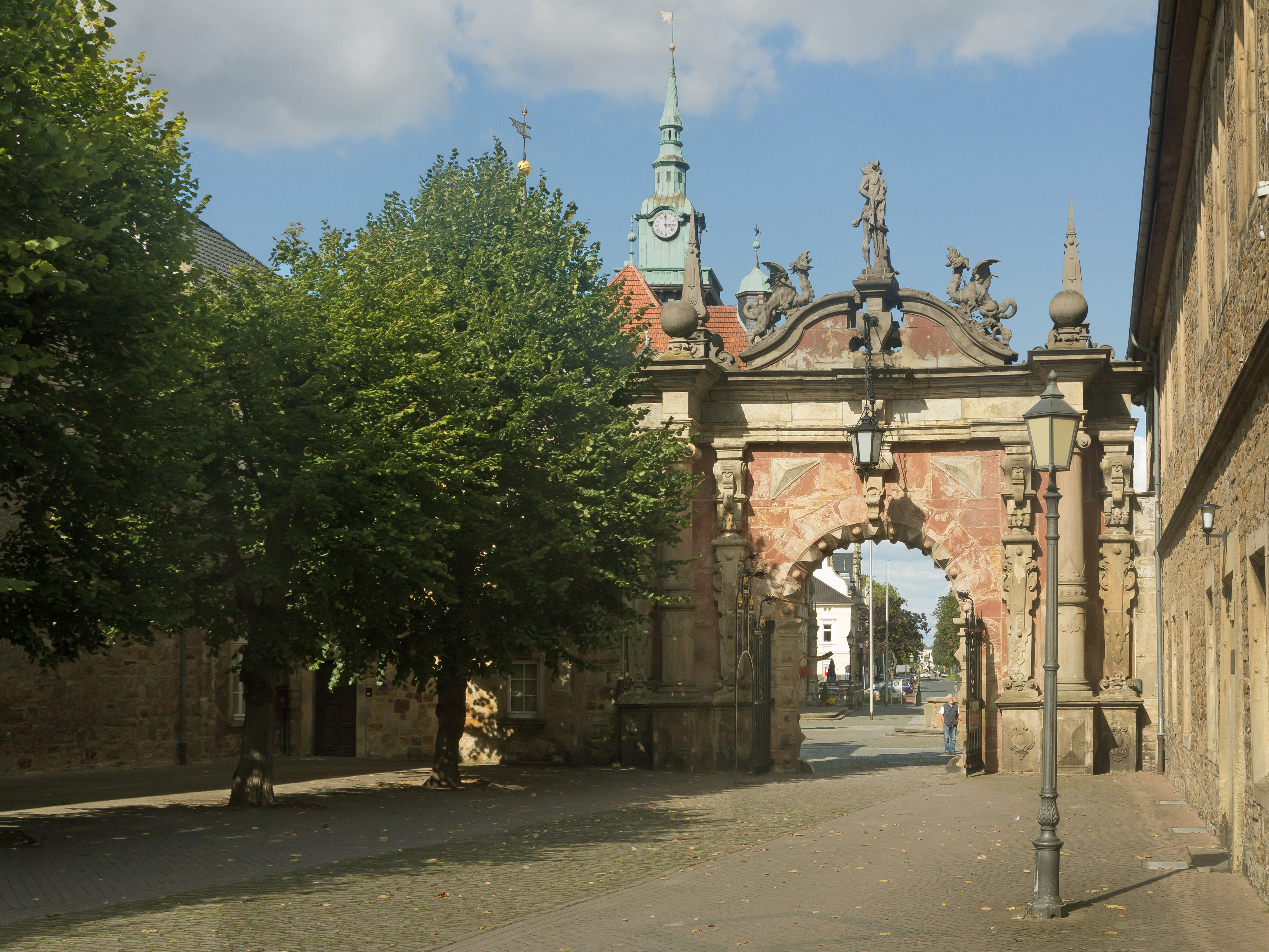
La puerta de palacio (Schloss Bückeburg)

## Población
A comienzos del siglo XX tenía una población de alrededor de 6000 habitantes.
Hasta hace poco, Bückeburg tenía un gran número de residentes británicos, que fueron parte de las tropas de ocupación del periodo de posguerra. Los británicos antes solían atestar la ciudad, pero ahora su número ha descendido a menos de 50. La mayor parte de los británicos de Bückeburg trabajan en el colegio inglés de Rinteln.

## Personas notables
El compositor Johann Christoph Friedrich Bach (1732-1795), hijo de Johann Sebastian Bach, trabajó en la corte de Bückeburg desde 1751 hasta su muerte, primero como clavicembalista y después (desde 1759) como Konzertmeister (en español, director de orquesta) del Hofkapelle de la ciudad.
Bach hizo famosos muchos escritos de Johann Gottfried Herder, quien residió en la corte de Bückeburg como superintendente y vocero oficial desde 1771 hasta 1776.